# Tamba olivacea
Tamba olivacea là một loài bướm đêm trong họ Noctuidae.